# スウェーデン沿岸警備隊

沿岸警備隊の紋章

スウェーデン沿岸警備隊(Kustbevakningen)は、スウェーデンにおける沿岸警備隊組織。スウェーデン司法省傘下の機関。本部はカールスクルーナ。

## 概要
スウェーデン沿岸警備隊の目的は、領海・排他的経済水域、ヴェーネルン湖など一部の湖水域における治安の維持および環境保全・監視活動、水産業の監視活動、税関業務などを行うことにある。その歴史は17世紀に設立された密輸取締り組織まで遡ることができる。
本部はスウェーデン南部のカールスクルーナに置かれている。組織として、東（ストックホルム県ナッカ）・西（ヴェストラ・イェータランド県ヨーテボリ）・南（ブレーキンゲ県カールスクローナ）・北（ヴェステルノールランド県ヘーノーサンド）の4つの管区と航空隊で構成されている。全部で26ヶ所の基地を持つ。人員は約800名、約45隻、うち3隻はホバークラフトの船舶を有する。バルト海は冬季結氷するために耐氷性を持つ船舶も有している。

## 航空機

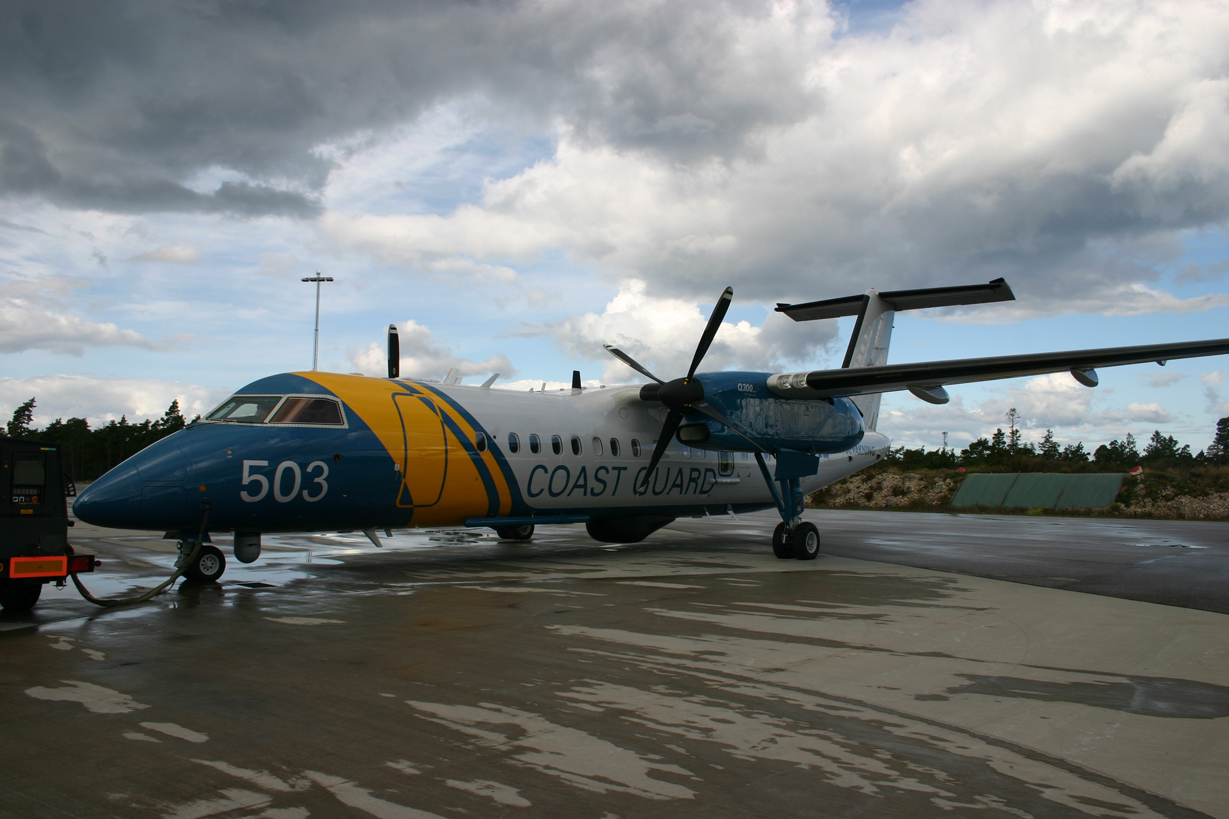
スウェーデン沿岸警備隊のDHC-8

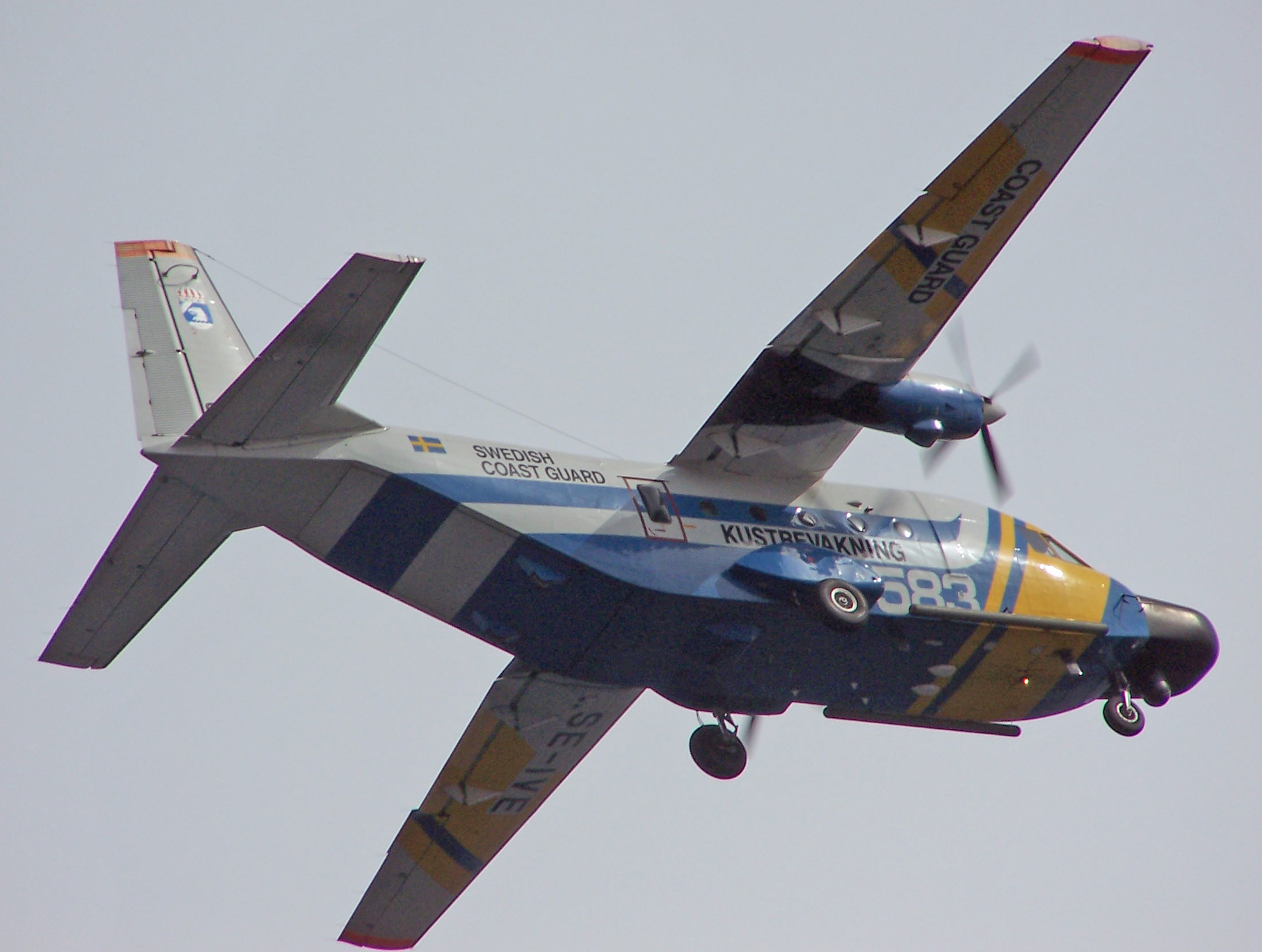
スウェーデン沿岸警備隊のCASA C-212

スウェーデン沿岸警備隊は3機のDHC-8-300を所有している。船舶・航空機とも青地に黄帯の塗装となっており、これはスウェーデンの国旗をモチーフとしたものである。以前はCASA C-212を運用していた。